# Be Glad for the Song Has No Ending
Be Glad for the Song Has No Ending è un album della The Incredible String Band, pubblicato dalla Island Records nel dicembre del 1970. Si tratta della colonna sonora del documentario (dall'omonimo titolo del disco) riguardante il gruppo e diretto da Peter Neal.

## Tracce
Lato A
1. Come with Me – 3:51 (Robin Williamson)
2. All Writ Down – 4:26 (Mike Heron)
3. Vishangro – 5:03 (Robin Williamson)
4. See All the People – 3:39 (Mike Heron) – Brano registrato nel marzo del 1965 al Royal Festival Hall
5. Waiting for You – 6:44 (Robin Williamson)

Lato B
1. The Song Has a Ending (A Collection of Instrumental Pieces) – 26:45 (Robin Williamson, Mike Heron)

## Musicisti
Brano A1
- Robin Williamson - voce, violino
- Mike Heron - voce, chitarra
- Rose Simpson - voce, recorder
- Licorice McKechnie - voce, recorder

Brano A2
- Mike Heron - voce, chitarra
- Robin Williamson - voce, chitarra solista
- Licorice McKechnie - organo
- Rose Simpson - basso

Brano A3
- Robin Williamson - voce, chitarra

Brano A4
- Mike Heron - voce, chitarra
- Robin Williamson - voce, chitarra

Brano A5
- Robin Williamson - voce, chitarra, percussioni
- Mike Heron - organo
- Rose Simpson - basso
- Licorice McKechnie - voce, mandolino

Brano B
- Selezione di brani con strumenti vari[2]